# プイィ・ヴァンゼル
プイィ・ヴァンゼル （Pouilly-vinzelles）は、ブルゴーニュワインの1つ。
ヴァンゼル村単独で名乗ることができるAOCがプイィ・ヴァンゼルである。シャルドネ種のみで造られる白ワインは、繊細な華のような香りと、さわやかな果実味に富んだ辛口で、マコネー地区のワインでは優れたものの一つである。一部甘口のワインも作られている。小さな村の51haあまりの畑で生産されているワインで、生産量が少なくあまり出回っていない。